# Radio Televizija Srbije

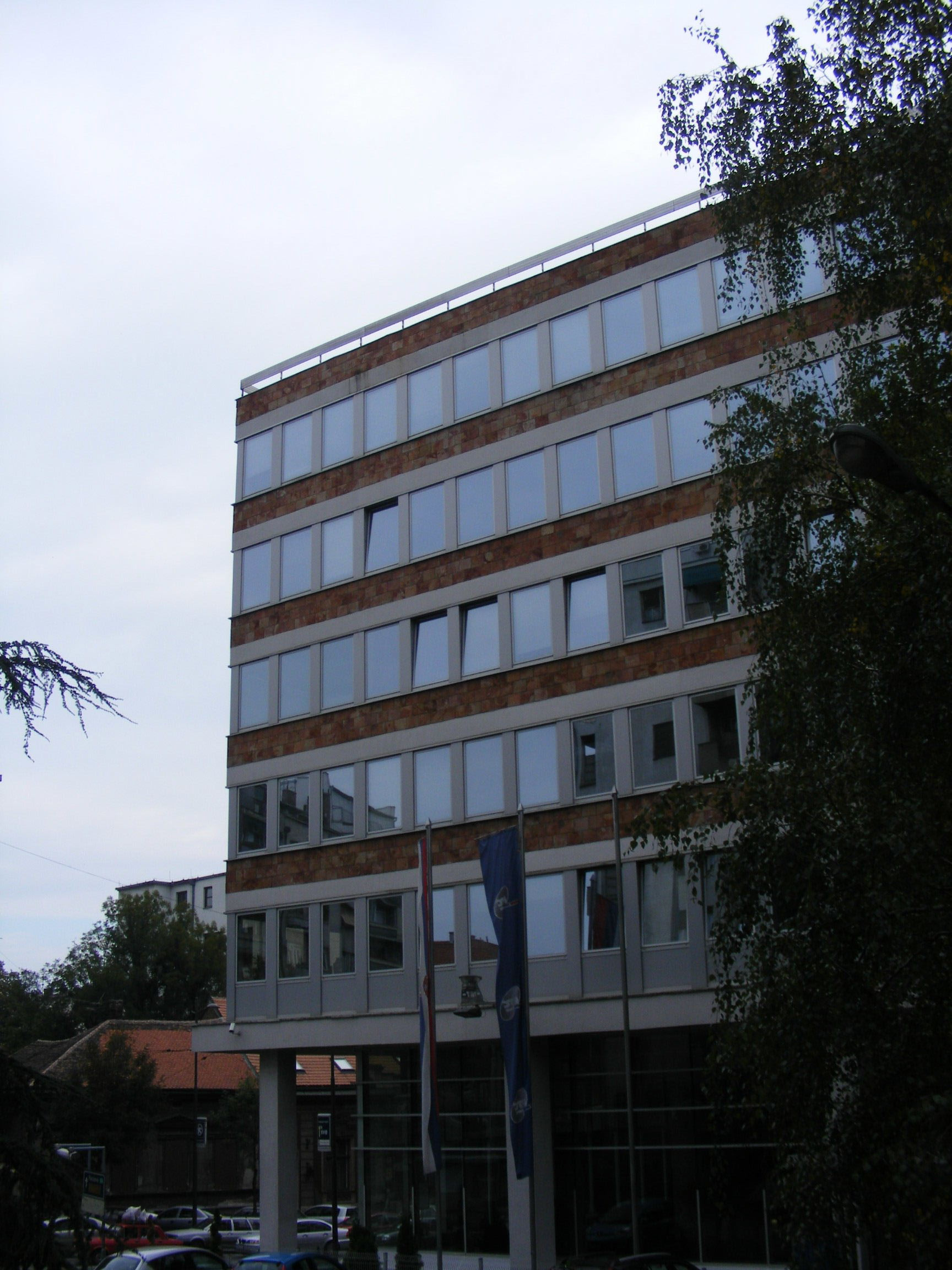
RTS-hoofdkantoor in Belgrado

Radio Televizija Srbije (Radio Televisie Servië) (Servisch: Радио-телевизија Србије (PTC)) is de Servische nationale televisiezender, die uitzendingen verzorgt voor radio en televisie.

## 1999
In april 1999 was RTS veelvuldig in het nieuws, omdat ten tijde van de Kosovo-oorlog het gebouw van RTS werd gebombardeerd door de NAVO. Op 23 april 1999 vielen daarbij 16 doden, voornamelijk leden van de technische staf. In 2002 is de toenmalige directeur van RTS, Dragoljub Milanović, veroordeeld tot 10 jaar gevangenisstraf voor het feit dat hij niet de opdracht heeft gegeven het gebouw te evacueren, ook al was hij op de hoogte dat het gebouw in alle waarschijnlijkheid zou worden gebombardeerd. Amnesty International heeft het NAVO-bombardement op de RTS-tv-studio's aangemerkt als een oorlogsmisdrijf.

## Zie verder ook
- Servië op het Eurovisiesongfestival
- Servië op het Junior Eurovisiesongfestival
- Servië op Eurovision Young Musicians
- Servië en Montenegro op het Eurovisiesongfestival